# Elleanthus ecuadorensis
Elleanthus ecuadorensis är en orkidéart som beskrevs av Leslie Andrew Garay. Elleanthus ecuadorensis ingår i släktet Elleanthus och familjen orkidéer.
Artens utbredningsområde är Ecuador. Inga underarter finns listade i Catalogue of Life.